# Cora Sue Collins
Cora Sue Collins (ur. 19 kwietnia 1927 w Beckley w stanie Wirginia Zachodnia, zm. 27 kwietnia 2025 w Beverly Hills) – amerykańska aktorka dziecięca występująca w hollywoodzkich filmach w latach 30. i na początku lat 40. XX wieku. W ciągu 13 lat kariery (1932-45) pojawiła się w 47 produkcjach. W momencie poprzedzającym śmierć była jedną z ostatnich żyjących aktorek tego okresu.
Zadebiutowała na ekranie jako 5-latka w roku 1932. Najczęściej kreowała postać głównej bohaterki w dzieciństwie lub córki głównych bohaterów. Zagrała w kilku znaczących filmach; m.in.: Uśmiech szczęścia (1932), Królowa Krystyna (1933), Wyspa skarbów (1934), Anna Karenina (1935), Przygody Tomka Sawyera (1938) czy Guwernantka (1940). Dwukrotnie pracowała z Gretą Garbo (przy filmach: Królowa Krystyna i Anna Karenina). Później obie panie pozostawały w przyjaźni i utrzymywały ze sobą kontakt aż do śmierci Garbo w 1990. W 1945 w wieku 18 lat zakończyła przygodę z aktorstwem. W tym samym roku zagrała swoją jedyną główną rolę w filmie pt. Youth on Trial (1945; reż. Budd Boetticher).
Zmarła 27 kwietnia 2025 w swoim domu w Beverly Hills w następstwie komplikacji po doznanym udarze mózgu.

## Wybrana filmografia
- Uśmiech szczęścia (1932) jako Kathleen (w dzieciństwie)
- Królowa Krystyna (1933) jako królowa Krystyna (w dzieciństwie)
- Wyspa skarbów (1934) jako dziewczynka w karczmie
- Szkarłatna litera (1934) jako Pearl
- Czarny księżyc (1934) jako Nancy Lane
- Evelyn Prentice (1934) jako Dorothy Prentice
- Szalona miłość (1935) jako pacjentka dr Gogola
- Wspaniała obsesja (1935) jako Ruth
- Kapryśna Marietta (1935) jako Felice
- Anna Karenina (1935) jako Tania
- Czarny anioł (1935) jako Kitty Vane (w dzieciństwie)
- Przygody Tomka Sawyera (1938) jako Amy Lawrence
- Guwernantka (1940) jako Louise de Rham
- Krew na piasku (1941) jako Encarnación (w dzieciństwie)
- Youth on Trial (1945) jako Cam Chandler
- Weekend w hotelu Waldorf (1945) jako Jane Rand[4][5]